# Coenobela
Coenobela là một chi bướm đêm thuộc họ Erebidae.